# Ernesto Hoost
Ernesto Frits Hoost (n. 11 iulie 1965, Heemskerk, Olanda de Nord, Țările de Jos) este un fost kickboxer neerlandez. Campion mondial în K-1 de patru ori, Hoost este considerat unul dintre cei mai mari kickboxeri din toate timpurile. Debutând în 1993 la K-1 World Grand Prix 1993, unde a caștigat doar o singură victorie fata de titlul mondial, Hoost și-a anunțat retragerea treisprezece ani mai târziu pe 2 decembrie 2006 după turneul final K-1 World GP Final în Tokyo Dome, Japonia.

## Biografie
Hoost sa născut în Heemskerk, Olanda de Nord, de origine surinameză. În K-1 Grand Prix '93, inauguralul K-1 World Grand Prix, Hoost la învins pe Peter Aerts prin decizia în sferturile de finală, l-a eliminat pe Maurice Smith în semifinale și a avansat la finala turneului unde a fost eliminat de Branko Cikatic. Hoost a obținut o altă lovitură la un titlu la 19 decembrie 1993, când a câștigat Campionatul Mondial K-2, eliminând-ul pe Changpuek Kiatsongrit în patru runde. Acesta a fost singurul moment în care organizația K-1 a organizat un turneu K-2.
Hoost a ajuns la K-1 World Grand Prix Finals din nou în 1995, dar a pierdut în fața lui Peter Aerts printr-o decizie în patru runde. A continuat să câștige fiecare luptă în restul acelui an. În 1996, a pierdut la finala K-1 World Grand Prix din 1996 cu Andy Hug printr-o decizie split în patru runde. A devenit în cele din urmă campion mondial K-1 în 1997, când l-a bătut pe Hug printr-o decizie unanimă în trei runde.
Hoost nu a reușit să-și apere titlul la turneul K-1 World Grand Prix 1998, fiind eliminat în sferturile de finală de australianul Sam Greco din cauza faptului că nu a reușit să înceapă a treia rundă după o tăiere deasupra ochiului stâng; a fost cel dominat în lupta cu Greco.
În 1999, Hoost a câștigat cel de-al doilea titlu K-1 World Grand Prix, învingând-ul pe Mirko Cro Cop, prin knock-out tehnic în runda a treia. La 23 aprilie 2000, Cro Cop și-a răzbunat înfrângerea cu Greco când la bătut cu un knock-out tehnic.
Hoost a reținut pentru a treia oară titlul K-1 World Grand Prix Championship în 2000, învingându-l pe Ray Sefo. Până atunci, mulți fani K-1 sperăau o întâlnire între Hoost și Bob Sapp. Hoost s-a întors pentru a-și apăra coroana în 2001, învingându-l pe Stefan Leko. Cu toate acestea, a fost forțat să se retragă din turneu din cauza unei accidentări înainte de semifinale.